# Sabine Scheffknecht

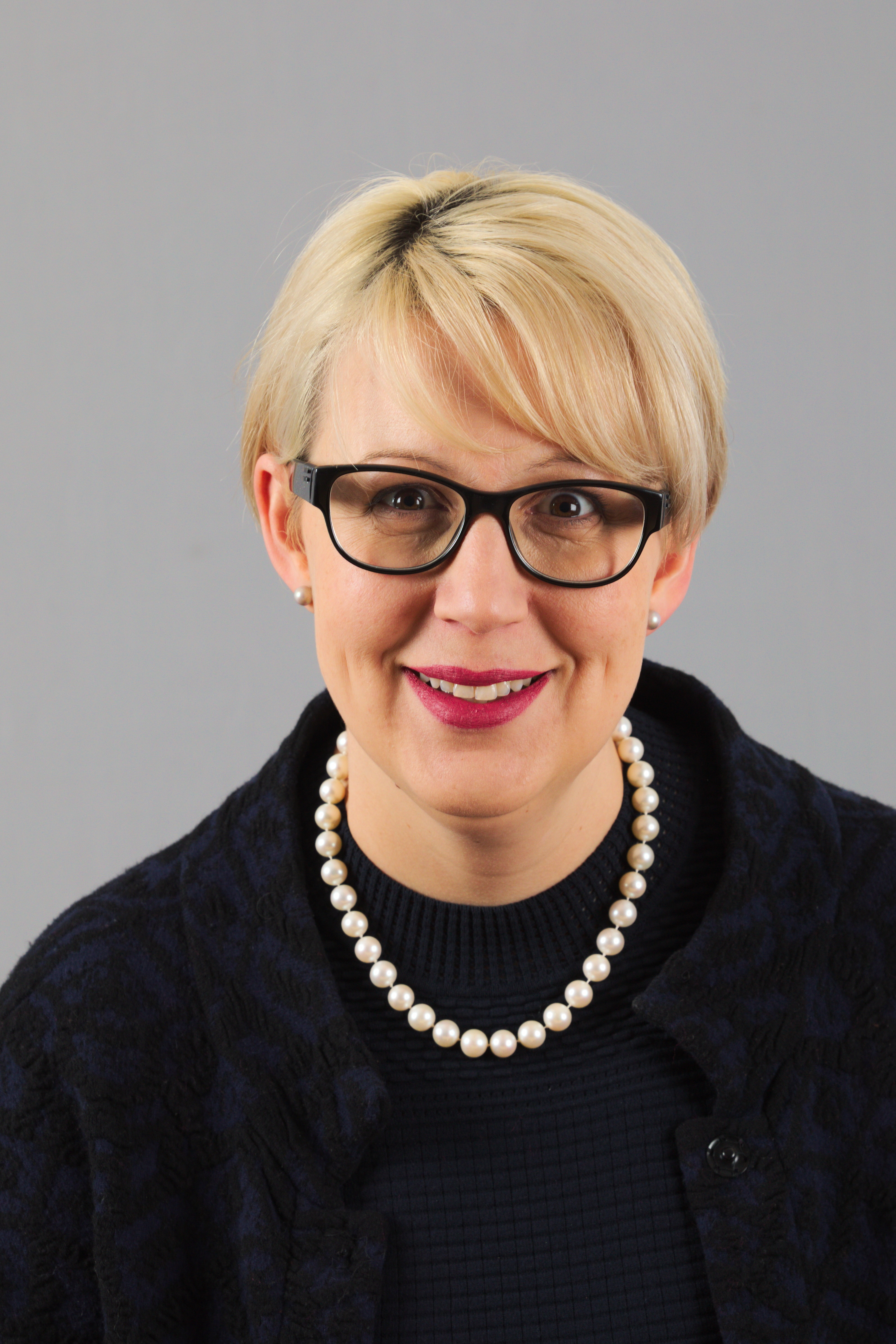
Sabine Scheffknecht (2017)

Sabine Scheffknecht (* 3. März 1978 in Bregenz als Sabine Sinz) ist eine österreichische Politikerin (NEOS) und Betriebswirtin. Scheffknecht war von 2014 bis 2023 Abgeordnete zum Vorarlberger Landtag.
Sie ist seit 2009 verheiratet und lebt mit ihrem Mann und den beiden gemeinsamen Kindern in der Marktgemeinde Lustenau.

## Ausbildung und Beruf
Sabine Scheffknecht wurde am 3. März 1978 in der Vorarlberger Landeshauptstadt Bregenz geboren und wuchs in Höchst am Bodensee auf. Nach dem Besuch der Pflichtschulen in Höchst absolvierte sie die Handelsakademie in Lustenau und maturierte dort im Jahr 1997. Von 1997 bis 1998 arbeitete Scheffknecht anschließend zunächst beim Unternehmen Ortner und Partner, einer Eventorganisations- und Marketingagentur in Dornbirn. Ab 1998 war sie bei der Rohrspitz Yachting Salzmann GmbH in Fußach für die Bereiche Controlling, Eventorganisation, Wasserskischule, Campingplatz und Hafen zuständig.

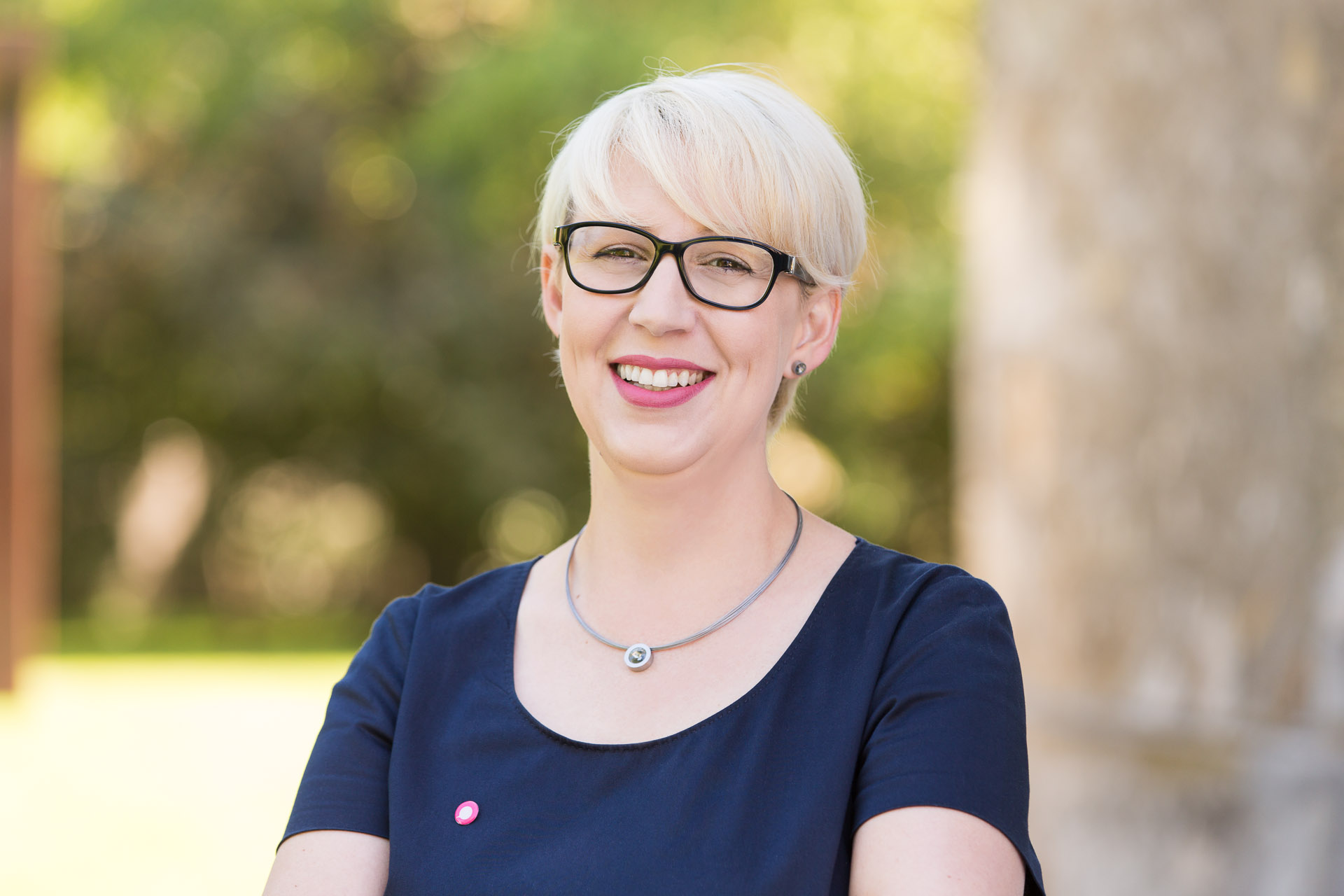
Sabine Scheffknecht (2012)

In den Jahren von 2001 bis 2005 studierte Sabine Scheffknecht berufsbegleitend an der Fachhochschule Vorarlberg Internationale Unternehmensführung. Im Wintersemester 2003/04 verbrachte sie dabei ein Auslandssemester in Manchester, 2005 gewann sie zudem im Rahmen ihres Studiums den NewWay Award. 2006 wechselte sie schließlich zu Franke Washroom Systems in Hard, wo sie ab 2007 Mitglied der Divisionsleitung und Leiterin des Personalmanagements war. 2013 gab sie diese Tätigkeit zugunsten ihres politischen Amts auf. Von 2009 bis 2015 absolvierte Sabine Scheffknecht an der englischen Leeds Beckett University ein Ph.D.-Studium an der dortigen Fakultät für Wirtschaft und Recht. Sie promovierte im Juli 2015 mit einer Doktorarbeit zum Thema „Bureaucracy and Red tape. How multinational Enterprises and their employees may approach this phenomenon. A case study“.
Im Jahr 2017 übernahm Sabine Scheffknecht gemeinsam mit ihrem Ehegatten den Weinregal- und Weinklimaschrankhersteller COVINI in Klaus. Die Übernahme erfolgte durch die Scheffknecht Beteiligungs GmbH, an der Sabine Scheffknecht und ihr Mann zu unterschiedlichen Teilen beteiligt sind, und wurde von ihr damit begründet, dass die „Politik auf Dauer kein Beruf“ sei.

## Politische Tätigkeit
Bereits vor ihrer Zeit in der aktiven Parteipolitik war Scheffknecht in einer politischen Organisation aktiv. Von 2010 bis 2014 war sie Vorstandsmitglied der Jungen Industrie, einer Gruppe junger Führungskräfte aus österreichischen Industriebetrieben.
Von Dezember 2013 bis März 2014 war Sabine Scheffknecht zunächst stellvertretende Landessprecherin der NEOS in Vorarlberg. Im Vorfeld der Landtagswahl 2014 übernahm Scheffknecht am 22. März 2014 dann die Führung der Vorarlberger NEOS als Landessprecherin und wurde daraufhin von der Mitgliederversammlung auch zur Spitzenkandidatin für die Landtagswahl gewählt. Sie schaffte ebenso wie ihre Parteikollegin Martina Pointner den Einzug über die Landesliste der NEOS und wurde damit am 15. Oktober 2014 als eine von zwei Abgeordneten der NEOS erstmals im Vorarlberger Landtag in dessen 30. Legislaturperiode angelobt. Im Landtag fungierte Scheffknecht als Fraktionsobfrau der NEOS, die mit nur zwei Abgeordneten keinen eigenen Landtagsklub bilden konnten.
Bei der NEOS-Mitgliederversammlung am 23. Juni 2018 wurde Sabine Scheffknecht in den Bundesvorstand von NEOS gewählt. Nach der Landtagswahl 2019, bei der NEOS leicht dazugewinnen konnte, war die Partei im Landtag der 31. Legislaturperiode mit drei Abgeordneten vertreten und erreichte somit Klubstärke. Scheffknecht, die erneut als NEOS-Spitzenkandidatin in die Landtagswahl gegangen war, wurde in der Folge Klubobfrau des neu gegründeten NEOS-Landtagsklubs.
Am 4. Februar 2023 folgte ihr Claudia Gamon als Landessprecherin nach. Ende Juni 2023 wurde ihr Ausscheiden aus dem Landtag bekannt. Als Klubobmann folgte ihr Johannes Gasser nach, das freiwerdende NEOS-Landtagsmandat ging an Fabienne Lackner.